# Theo Pijper
Theo Pijper (Rinsumageest (gem. Dantumadeel), 11 februari 1980) is een Nederlandse gras- en speedwaycoureur.
In 2002 vertrok hij naar Schotland om zich op het speedwaycoureurschap te kunnen richten. In 2004 werd hij Europees kampioen op de grasbaan, in 2007 herhaalde hij dit. In Engeland/Schotland is hij professioneel speedwaycoureur bij de Edinburgh Monarchs.